# Aleksander Milošev
Aleksandar Milošev, slovensko-hrvaški violist, * 21. maj 1966, Zagreb.
Milošev je član godalnega kvarteta Tartini.